# Lara Jean Marshall
Lara Jean Marshall, född 30 juli 1988 i London, England, är en australisk skådespelare som spelade Lisa Atwood i TV-filmatiseringen av bokserien Stallkompisar.